# Tuapeka River
Der Tuapeka River ist ein Fluss in der Region Otago auf der Südinsel von Neuseeland.

## Geographie
Der Tuapeka River entspringt rund 9 km ostnordöstlich von Beaumont und rund 12 km nordnordwestliche von Lawrence im Glendhu Forest. Von dort aus fließt der noch junge Fluss über knapp die Hälfte seiner Flusslänge bevorzugt in südliche Richtung, um dann rund 2,7 km westlich von Lawrence zunächst mäanderförmig eine südsüdwestliche Richtung anzunehmen und schließlich in einem weiten Bogen bis zu seiner Mündung bei Tuapeka Mouth in den Clutha River/Mata-Au nach Westen zu fließen.
Der Fluss besitzt eine Gesamtlänge von 42 km und entwässert ein Gebiet von 249,24 km².

## Geschichte
Der Fluss ist hauptsächlich wegen seiner Rolle als Zentrum des Goldrausches in Otago der 1860er-Jahre bekannt. Der erste bedeutende Goldfund in Otago wurde 1861 in der Landschaft rund 3 km nördlich von Lawrence gemacht, die als Gabriel’s Gully in die Geschichte eingehen sollte. 